# 임승관
임승관(1952년 ~)은  대검찰청 차장검사를 역임한 법조인이다.

## 생애
1970년 경기고등학교, 1974년 서울대학교 법학과를 졸업하고 1975년 제17회 사법시험에서 합격하였다. 1977년 서울지방검찰청 검사에 임용되었다.
서울지방법원 남부지청 검사로 있던 1983년 7월에 장학금을 받은 학생을 골목으로 유인하여 돈을 뺏은 아들을 꾸짖고 돈과 함께 자식의 잘못을 사죄하는 편지를 보낸 어머니에 의해 자수하게 된 학생에 대해 "죄질은 나쁘지만 그동안 잘못을 깊이 늬우치고 있으며 나이 어린 학생들이라는 정상을 참작하여 불구속 처리를 결정했다"고 했다.
서울지방법원 북부지청 검사로 있던 1986년 7월 16일에 뺑소니 자가 운전자로부터 뇌물 30만원을 받고 단순교통사고로 변칙처리한 청량리경찰서 수사과 교통사고 조사반 경장을 직무유기 및 특가법 뇌물수수 혐의로 구속했다.
수원지방검찰청 강력부장으로 재직하던 1993년 8월 31일에 사물놀이패 중꽹가리 부문  1인자로서 덕수사물놀이패에서 꽹가리 연주자로 활동하다탈퇴한 뒤 평택시에서 민족음악학원을 차리고 사물놀이를 가르쳐오면서 근처 야산에서 채취한  야생 대마초를 흡연하고 벽장 속에 7.1g을 숨겨왔던 ]]이광수]] 한국국악협회 농악분과위원회 부위원장, 화가인 정종화, 서울지방철도청 수원보선사무소 소속 장진식 등 7명을 대마관리법 위반으로 구속하면서 조계종  생활불교포교원 성환포교당 주지 송기환을 불구속 입건했다.
서울지방검찰청 1차장검사로 있으면서 "당시 서경원 의원 보좌관과 2천달러를 환전해주었다는 은행원이 1989년에 이미 검찰에서 진술서를 썻으며 환전 영수증 등 물증도 제출했다고 진술했으나 수사기록에는 첨부돼 있지 않았다"며 "이런 물증이 남아있을 가능성을 염두에 두고 찾아본 결과 공안부 자료실에서 진술서와 환전 영수증과 대장 사본 등 수사자료가 발견됐다"고 했다.
서울지방검찰청 의정부지청 지청장으로 있던 2001년 5월 2일 제38회 법의 날 기념식에서 홍조근정훈장을 받았다.
2006년 12월 27일에 김성호 (1950년) 법무부 장관으로부터  "재직기간 동안 검찰 업무 발전에 특별한 공로가 인정돼 수상자로 선정됐다"면서 정진호 광주고등검찰청 검사장과 함께 황조근정훈장을 받았다.
2007년 2월 27일 대검찰청 대회의실에서 열린 퇴임식에서 "검찰이 그동안 부정적 인식을 없애기 위해 많은 노력을 했지만 여전히 권한이 많은 조직이라는 질시의 눈초리가 있는 것이 사실"이라고 하면서 "검찰이 과욕을 부리거나 오만할 때 반감은 언제든 되살아나고 동시에 신뢰도 무너져 내린다는 점을 잊어서는 안된다"고 말했다.

## 가족 관계
부친은 사법연수원장과 서울고등법원장을 역임한 故 임기호 변호사이며, 장인은 검찰총장과 법무부장관을 역임한 이선중 변호사이다.
형제로는 재정경제부 금융정책국장, 금융위원회 사무처장, 한국은행 금융통화위원을 역임한 임승태,·세란안과 원장 임승정이 있다.

## 경력
- 1977년 ~ 1980년 서울지방검찰청 검사
- 1980년 ~ 1983년 서울지방법원 남부지청 검사
- 1983년 ~ 1986년 청주지방검찰청 검사
- 1986년 ~ 1989년 서울지방검찰청 북부지청 검사
- 1989년 ~ 1990년 부산지방검찰청 검사
- 1990년 ~ 1991년 춘천지방검찰청 영월지청 지청장
- 1991년 ~ 1993년 법무연수원 기획과 과장
- 1993년 수원지방검찰청 강력부장
- 1993년 ~ 1994년 광주지방검찰청 형사2부장
- 1994년 ~ 1995년 대검찰청 형사과장
- 1995년 ~ 1996년 7월 서울지방검찰청 동부지청 형사3부장
- 1996년 7월 ~ 1997년 8월 26일 서울지방검찰청 공판부 부부장검사
- 1997년 8월 26일 ~ 1999년 6월 국회 법제사법위원회 수석전문위원
- 1999년 6월 ~ 2000년 2월 서울지방검찰청 제1차장검사
- 2000년 2월 ~ 2000년 7월 서울고등검찰청 검사
- 2000년 7월 26일 ~ 2001년 6월 13일 제31대 서울지방검찰청 의정부지청 지청장
- 2001년 6월 14일 ~ 2002년 2월 17일 제28대 서울지방검찰청 동부지청 지청장
- 2002년 2월 ~ 2002년 7월 부산고등검찰청 차장검사
- 2002년 7월 ~ 2003년 3월 서울고등검찰청 차장검사
- 2003년 3월 13일 ~ 2004년 5월 31일 제19대 창원지방검찰청 검사장
- 2004년 6월 1일 ~ 2005년 4월 7일 제49대 부산지방검찰청 검사장
- 2005년 4월 8일 ~ 2005년 11월 27일 제18대 부산고등검찰청 검사장
- 2005년 11월 28일 ~ 2007년 2월 23일 대검찰청 차장검사
- 2009년 3월 한화그룹 경영 고문[9]

## 수훈
- 2001년 홍조근정훈장
- 2006년 12월 27일 황조근정훈장